# Barton MacLane
Barton MacLane (n. 25 decembrie 1902, Columbia, Carolina de Sud, SUA – d. 1 ianuarie 1969, Santa Monica, California, SUA) a fost un actor american de film și televiziune, scenarist și dramaturg.
Deși a apărut în numeroase filme clasice din anii 1930 până în anii 1960, este cel mai notabil pentru rolul său Gen. Martin Peterson din serialul de comedie NBC din anii 1960 Visând la Jeannie, cu Barbara Eden și Larry Hagman în rolurile principale.

## Filmografie (selecție)
- The Cocoanuts (1929)
- The Thundering Herd (1933)
- To the Last Man (1933)
- Man of the Forest (1933)
- Black Fury (1935)
- Go Into Your Dance (1935)
- Page Miss Glory (1935)
- The Case of the Lucky Legs (1935)
- Dr. Socrates (1935)
- I Found Stella Parish (1935)
- Frisco Kid (1935)
- The Walking Dead (1936)
- Bullets or Ballots (1936)
- Ever Since Eve (1937)
- San Quentin (1937)
- Smart Blonde (1937)
- The Prince and the Pauper (1937)
- Fly-Away Baby (1937)
- The Adventurous Blonde (1937)
- Blondes At Work (1938)
- Torchy Gets Her Man (1938)
- Torchy Blane in Chinatown (1939)
- Torchy Runs for Mayor (1939)
- Stand Up and Fight (1939)
- Melody Ranch (1940)
- Men Without Souls (1940)
- High Sierra (1941)
- Barnacle Bill (1941)
- Hit the Road (1941)
- Come Live with Me (1941)
- Manpower (1941)
- All Through the Night (1941)
- The Maltese Falcon (1941)
- A Gentle Gangster (1943)
- Bombardier (1943)
- Cry of the Werewolf (1944)
- Marine Raiders (1944)
- San Quentin (1946)
- The Treasure of the Sierra Madre (1948)
- Unknown Island (1948)
- The Dude Goes West (1948)
- Red Light (1949)
- Let's Dance (1950)
- Kiss Tomorrow Goodbye (1950)
- The Bandit Queen (1950)
- Drums in the Deep South (1951)
- Kansas Pacific (1953)
- Captain Scarface (1953)
- Backlash (1956)
- Girl on the Run (1958)
- Girl in the Woods (1958)
- The Geisha Boy (1958)
- Pocketful of Miracles (1961)
- The Rounders (1965)
- Buckskin (1968)